# Glycaspis wallumaris
Glycaspis wallumaris är en insektsart som beskrevs av Moore 1985. Glycaspis wallumaris ingår i släktet Glycaspis och familjen rundbladloppor. Inga underarter finns listade i Catalogue of Life.